# Poleňka
Poleňka je malá vesnice, část obce Poleň v okrese Klatovy v Plzeňském kraji. Nachází se asi jeden kilometr severně od Poleně. Je zde evidováno 15 adres. V roce 2011 zde trvale žilo 23 obyvatel.
Poleňka je také název katastrálního území o rozloze 2,06 km².

## Historie
První písemná zmínka o vesnici pochází z roku 1379.

## Obyvatelstvo
| Rok            | 1869 | 1880 | 1890 | 1900 | 1910 | 1921 | 1930 | 1950 | 1961 | 1970 | 1980 | 1991 | 2001 | 2011 | 2021 |
| -------------- | ---- | ---- | ---- | ---- | ---- | ---- | ---- | ---- | ---- | ---- | ---- | ---- | ---- | ---- | ---- |
| Počet obyvatel | 118  | 133  | 110  | 111  | 92   | 95   | 85   | 49   | 55   | 57   | 42   | 39   | 28   | 23   | 26   |
| Počet domů     | 17   | 17   | 17   | 17   | 17   | 17   | 17   | 17   | 14   | 12   | 13   | 14   | 15   | 15   | 13   |

## Obecní správa
Při sčítání lidu v letech 1850–1975 Poleňka byla samostatnou obcí v okrese Klatovy. Od 1. července 1975 do 29. dubna 1976 byla částí obce Poleň v okrese Klatovy. Od 30. dubna 1976 do 23. listopadu 1990 byla částí městyse Chudenice v okrese Klatovy. Od 24. listopadu 1990 je opět částí obce Poleň v okrese Klatovy.

## Osobnosti
V domě č.3 se narodil Josef Franta Šumavský (27. listopadu 1796 Poleňka – 22. prosince 1857 Praha), vl. jm. Josef Franta, český obrozenecký spisovatel, pedagog, lexikograf a organizátor kulturního života v Praze.

## Galerie

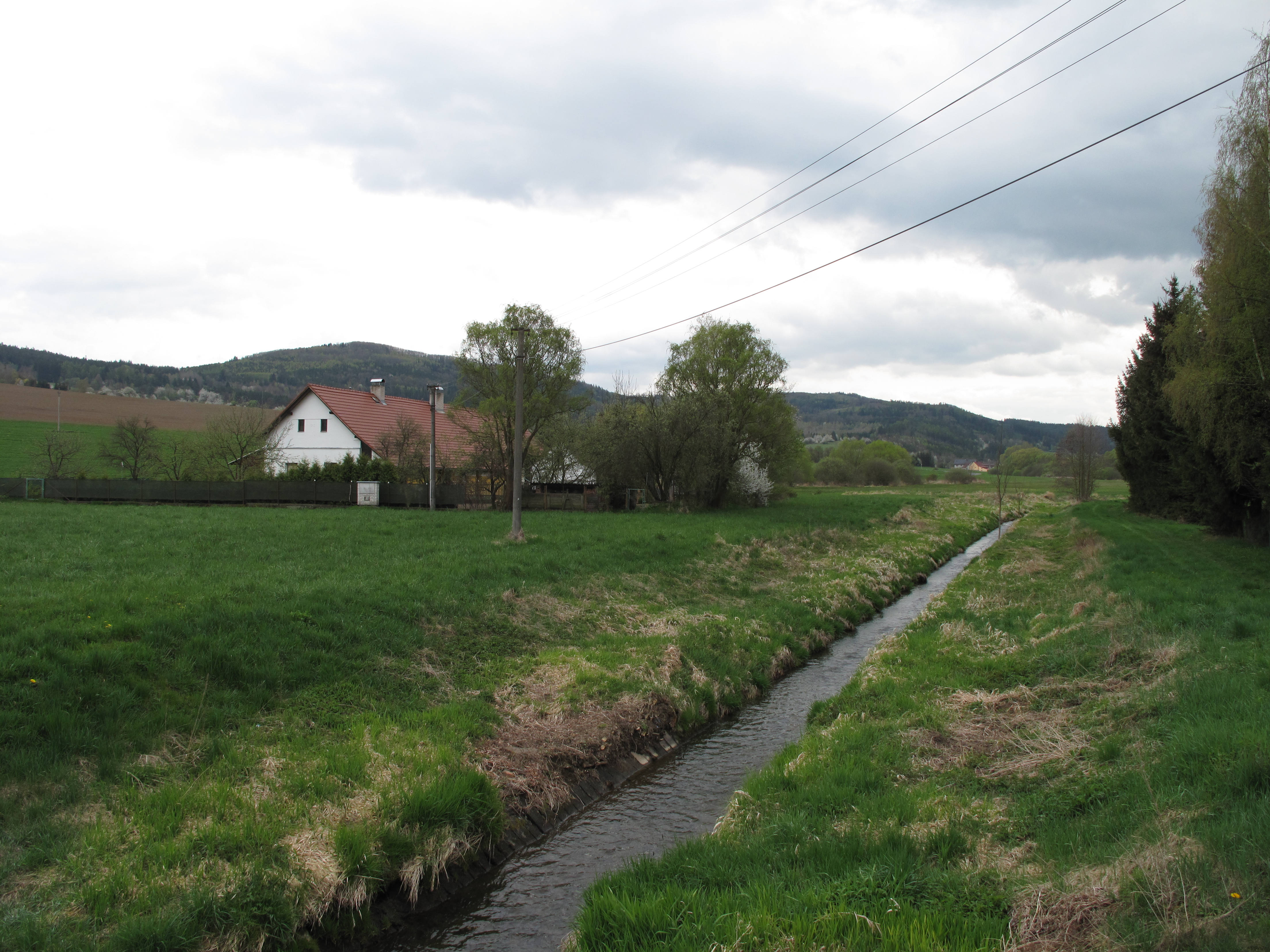
Potok protékající Poleňkou
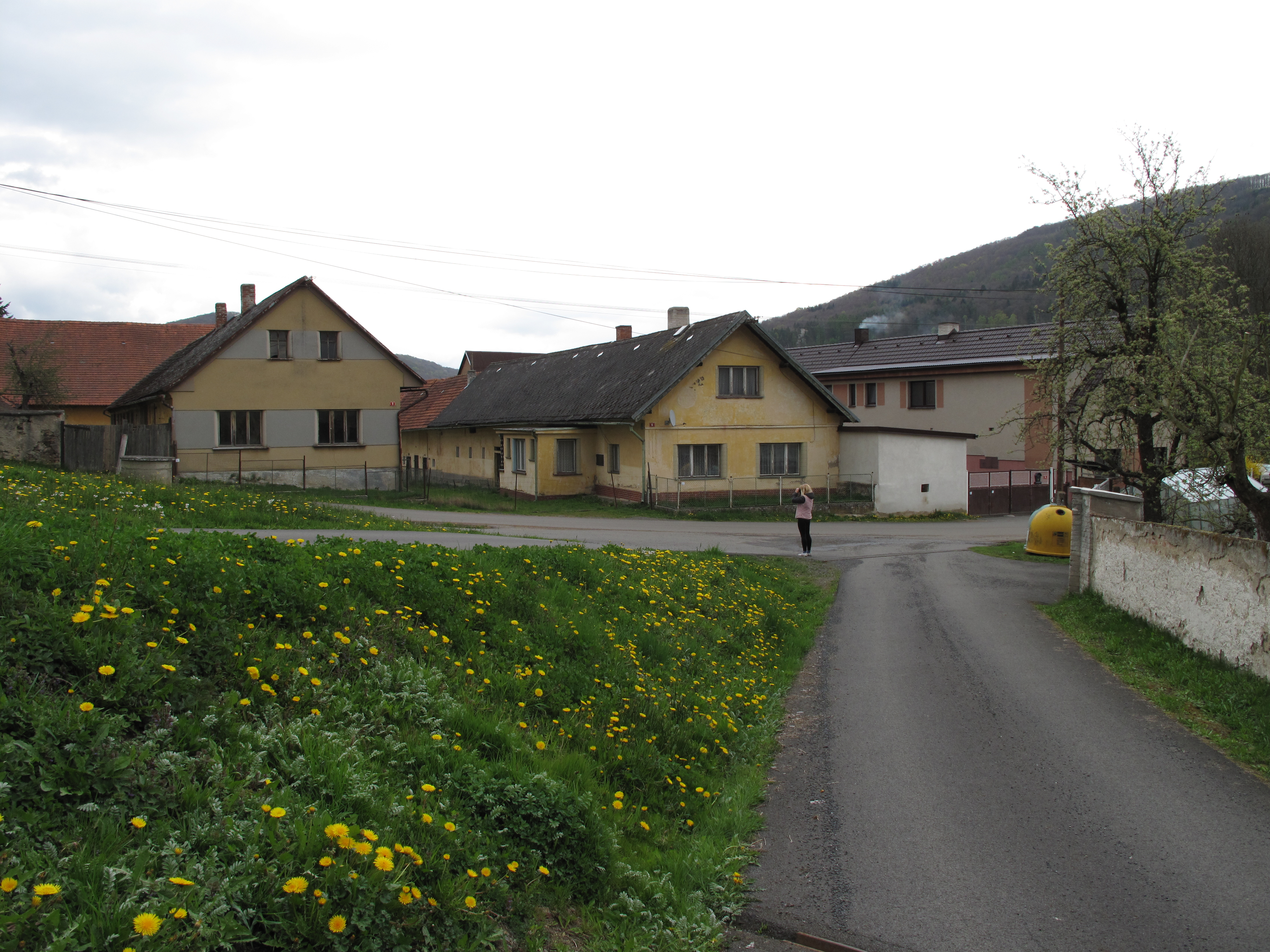
Náves
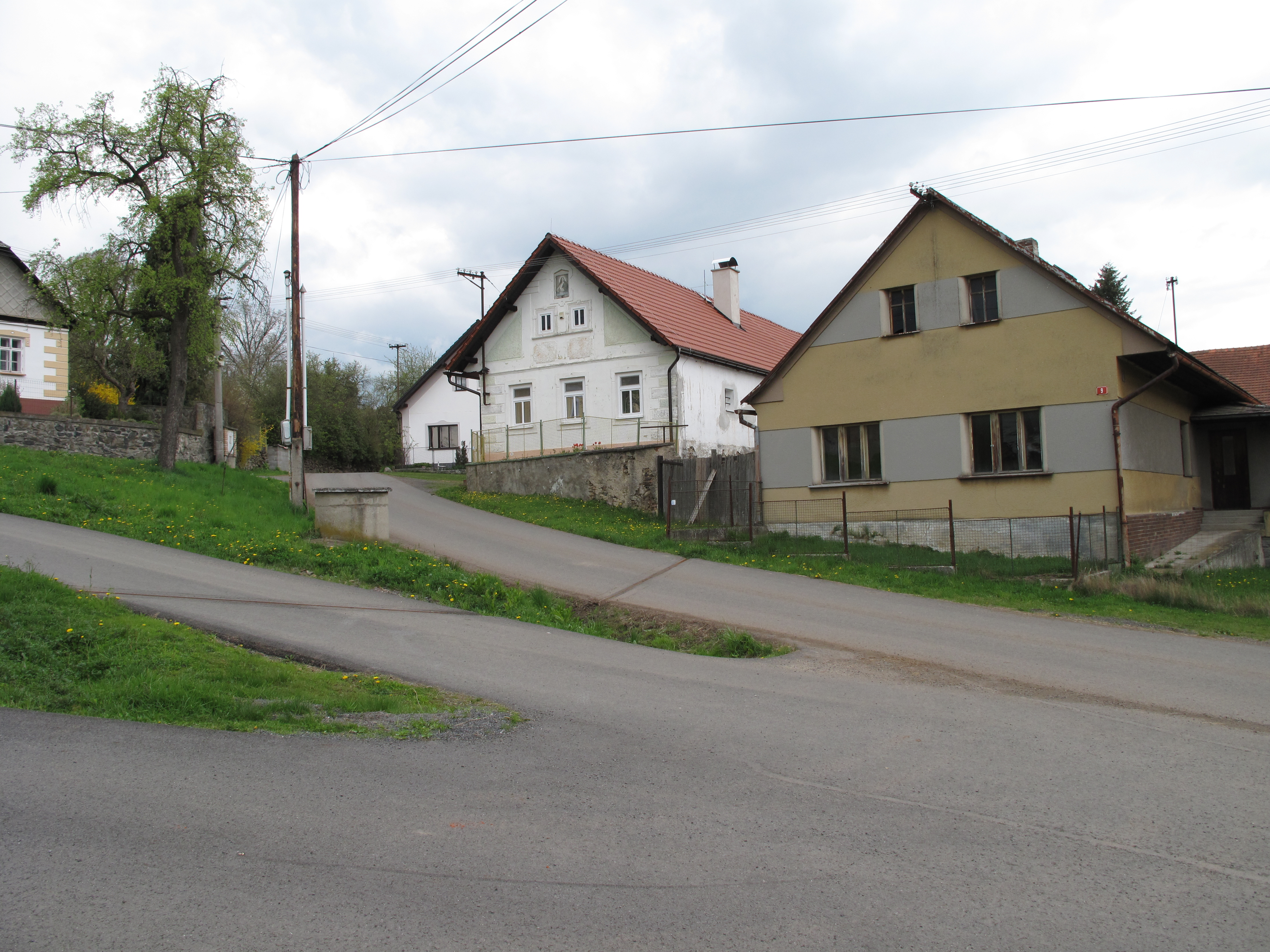
Místní domy